# Jean-Claude Barclay
Pour les articles homonymes, voir Barclay.
Jean-Claude Barclay, né le 30 décembre 1942 à Paris, est un joueur français de tennis.

## Palmarès
- Internationaux de France (Roland Garros) : quart de finale en 1963, huitième de finale en 1964.
- vainqueur en simple du Tournoi de tennis de Bâle en 1973.

### Finales en double (2)
| No | Date       | Nom et lieu du tournoi                      | Catégorie | Dotation | Surface      | Vainqueurs                   | Partenaire        | Score              |          |
| -- | ---------- | ------------------------------------------- | --------- | -------- | ------------ | ---------------------------- | ----------------- | ------------------ | -------- |
| 1  | 24-06-1963 | The Championships Wimbledon                 | G. Chelem | NC $     | Gazon (ext.) | Rafael Osuna Antonio Palafox | Pierre Darmon     | 4-6, 6-2, 6-2, 6-2 | Parcours |
| 2  | 11-08-1969 | German International Championships Hambourg |           | NC $     | Terre (ext.) | Tom Okker Marty Riessen      | Jürgen Fassbender | 6-1, 6-2, 6-4      |          |

### Titres en double mixte (3)
| No | Date       | Nom et lieu du tournoi         | Catégorie | Dotation | Surface      | Partenaire     | Finalistes                     | Score    |          |
| -- | ---------- | ------------------------------ | --------- | -------- | ------------ | -------------- | ------------------------------ | -------- | -------- |
| 1  | 27-05-1968 | Internationaux de France Paris | G. Chelem | NC $     | Terre (ext.) | Françoise Dürr | Billie Jean King Owen Davidson | 6-1, 6-4 | Parcours |
| 2  | 24-05-1971 | Roland-Garros Paris            | G. Chelem | NC $     | Terre (ext.) | Françoise Dürr | Winnie Shaw Toomas Leius       | 6-2, 6-4 | Parcours |
| 3  | 21-05-1973 | Roland-Garros Paris            | G. Chelem | NC $     | Terre (ext.) | Françoise Dürr | Betty Stöve Patrice Dominguez  | 6-1, 6-4 | Parcours |

### Finales en double mixte (3)
| No | Date       | Nom et lieu du tournoi         | Catégorie | Dotation | Surface      | Vainqueurs                         | Partenaire     | Score         |          |
| -- | ---------- | ------------------------------ | --------- | -------- | ------------ | ---------------------------------- | -------------- | ------------- | -------- |
| 1  | 26-05-1969 | Internationaux de France Paris | G. Chelem | NC $     | Terre (ext.) | Margaret Smith Court Marty Riessen | Françoise Dürr | 6-3, 6-2      | Parcours |
| 2  | 26-05-1970 | Internationaux de France Paris | G. Chelem | NC $     | Terre (ext.) | Billie Jean King Bob Hewitt        | Françoise Dürr | 3-6, 6-4, 6-2 | Parcours |
| 3  | 22-05-1972 | Roland-Garros Paris            | G. Chelem | NC $     | Terre (ext.) | Evonne Goolagong Kim Warwick       | Françoise Dürr | 6-2, 6-4      | Parcours |

## Parcours en Grand Chelem

### En simple
| Année | Open d'Australie | Open d'Australie | Roland-Garros   | Roland-Garros | Wimbledon       | Wimbledon   | US Open | US Open |
| ----- | ---------------- | ---------------- | --------------- | ------------- | --------------- | ----------- | ------- | ------- |
| 1961  | -                | -                | (1/16)          |               | (1/32)          |             | -       | -       |
| 1962  | -                | -                | (1/64)          |               | -               | -           | -       | -       |
| 1963  | -                | -                | (1/4)           |               | (1/64)          |             | -       | -       |
| 1964  | -                | -                | (1/8)           |               | (1/64)          |             | -       | -       |
| 1965  | -                | -                | (1/16)          |               | (1/32)          |             | (1/64)  |         |
| 1966  | -                | -                | (1/32)          |               | (1/64)          |             | -       | -       |
| 1967  | -                | -                | (1/64)          |               | -               | -           | -       | -       |
| 1968  | -                | -                | 1er tour (1/64) | Colin Stubbs  | 1er tour (1/64) | Fred Stolle | -       | -       |
| 1969  | -                | -                | 2e tour (1/32)  | Bob Hewitt    | 1er tour (1/64) | Tony Roche  | -       | -       |
| 1970  | -                | -                | (1/64)          |               | (1/32)          |             | -       | -       |
| 1971  | -                | -                | (1/16)          |               | (1/64)          |             | -       | -       |
| 1972  | -                | -                | (1/32)          |               | (1/64)          |             | -       | -       |
| 1973  | -                | -                | (1/64)          |               | -               | -           | -       | -       |
| 1974  | -                | -                | (1/32)          |               | -               | -           | -       | -       |
| 1975  | -                | -                | (1/64)          |               | -               | -           | -       | -       |